# Emperor's Return
Emperor's Return es la segunda publicación de la banda suiza de metal extremo Celtic Frost. Se publicó en 1985 como EP y fue el primero con el batería estadounidense Reid Cruickshank ("Reed St. Mark"). El EP tuvo una gran influencia de los géneros death metal y black metal.

## Lista de canciones
Cara Uno
1. "Circle of the Tyrants" – 4:27
2. "Dethroned Emperor" – 4:38

Cara Dos
1. "Morbid Tales" – 3:29
2. "Visual Aggression" – 4:11
3. "Suicidal Winds" – 4:36

## Créditos
- Tom G Warrior - Guitarra, voz
- Martin Eric Ain - Bajo
- Reed St. Mark - Batería